# Ristegods
Ristegods er noget der er skilt fra ved hjælp af en rist eller et filter.
Et sted hvor udtrykket ofte bruges er på rensningsanlæg, hvor ristegods beskriver massen af fækalier, gamle cykler og brugt toiletpapir, der frasorteres inden den mere flydende del af kloakvandet sendes til biologisk eller kemisk rensning.